# Odwzorowanie nieprzywiedlne
Odwzorowanie nieprzywiedlne – rodzaj odwzorowania rozważanego w topologii. Odwzorowanie ciągłe i „na” między przestrzeniami topologicznymi {\displaystyle X} i {\displaystyle Y} nazywane jest nieprzywiedlnym, gdy domknięcie obrazu właściwego podzbioru przestrzeni {\displaystyle X} jest właściwym podzbiorem przestrzeni {\displaystyle Y} – innymi słowy, {\displaystyle X} jest jedynym zbiorem, którego domknięcie obrazu jest całą przestrzenią {\displaystyle Y.} Odwzorowania nieprzywiedlne rozważane są najczęściej w kontekście przestrzeni zwartych. Uwaga: w analizie matematycznej pojawia się pojęcie dyfeomorfizmu nieprzywiedlnego, które nie ma nic wspólnego ze zdefiniowanym wyżej rodzajem odwzorowania.
- Odwzorowanie nieprzywiedlne, określone na przestrzeni Hausdorffa, które jest zarazem otwarte jest homeomorfizmem.
- Dla każdego odwzorowania ciągłego {\displaystyle f\colon X\to Y,} które jest „na” i którego warstwy {\displaystyle f^{-1}(y),\,y\in Y} są zwarte istnieje domknięta podprzestrzeń {\displaystyle X_{0}} przestrzeni {\displaystyle X} taka, że {\displaystyle f(X_{0})=Y} oraz odwzorowanie {\displaystyle f\upharpoonright X_{0}} jest nieprzywiedlne.